# Fujiwara no Atsuyori
Fujiwara no Atsuyori (藤原敦頼?; 1090 – 1182) è stato un poeta giapponese waka del tardo periodo Heian.
Figlio di Fujiwara no Kiyotaka, Jibū-shō (ufficiale del Ministero delle Cerimonie) e una figlia di Fujiwara no Takanori, governatore di Echizen. Il suo rango ufficiale era Jugoinojō (従五位上?, Quinto rango junior, grado superiore), ed ha servito come tenente delle scuderie della sinistra. Il suo nome Dharma era Dōin (道因).

## Biografia
Non si sa quasi nulla della sua giovinezza. Nacque nel 1090 e il suo nome di battesimo era Fujiwara no Atsuyori. Fu nominato Umaryō (tenente delle scuderie della sinistra) ed ha raggiunto il rango di Jugoinojō (従五位上?, Quinto rango junior, grado superiore). Nel 1172 divenne monaco buddhista e prese il nome dharma Dōin (道因).

## Poesia
Ha partecipato e si è esibito nei principali concorsi di poesia (uta-awase) tenuti dall'era Eiryaku all'era Jishō (1160-1181) ed ha anche sponsorizzato concorsi di poesia tenuti in santuari come Concorso di poesia del Santuario Sumiyoshi-sha e Concorso di poesia del Santuario Hirota-sha.
Quarantuno sue poesie furono incluse in antologie imperiali dal Senzai Wakashū in poi, inoltre una delle sue poesie è stata inclusa nell'Ogura Hyakunin Isshu:
(Hyakunin isshu n.82 (Senzai Wakashū, Amore 3-817))